# Russell Martin
Russell Kenneth Alexander Martin, född 4 januari 1986 i Brighton, är en skotsk före detta fotbollsspelare och nuvarande tränare. 

## Klubbkarriär
Den 16 januari 2018 lånades Martin ut till skotska Rangers över resten av säsongen 2017/2018. Den 19 oktober 2018 värvades Martin av League One-klubben Walsall.
Den 15 januari 2019 värvades Martin av League Two-klubben Milton Keynes Dons. I november 2019 tog han över som huvudtränare i klubben och avslutade samtidigt sin spelarkarriär.

## Tränarkarriär

### Milton Keynes Dons
Den 3 november 2019 blev Martin anställd som ny huvudtränare i League One-klubben Milton Keynes Dons som ersättare till Paul Tisdale. Klubben slutade på 19:e plats i League One 2019/2020 efter att säsongen avslutats i förväg på grund av coronaviruspandemin. Under Martins första hela säsong som tränare ledde han klubben till en 13:e plats i serien.
Martin och assisterande tränaren Luke Williams påbörjade en spelstil med mycket bollinnehav som klubben fick beröm för. Den 2 mars 2021 gjorde MK Dons mål efter att genomfört 56 passningar i rad, vilket var ett nytt brittiskt rekord. Vid slutet av säsongen 2020/2021 hade endast Manchester City och Barcelona ett högre snitt i bollinnehav än MK Dons.

### Swansea City
Den 1 augusti 2021 blev Martin anställd som ny huvudtränare i Swansea City, där han skrev på ett treårskontrakt. Han blev anställd sex dagar innan klubbens öppningsmatch i Championship 2021/2022. Även de assisterande tränarna Luke Williams, Matthew Gill och Dean Thornton följde med till Swansea. Alan Tate uttalade sig att Martins passningsorienterade fotboll skulle passa bra för klubben.
Hans första match slutade med en 2–1-bortaförlust mot Blackburn Rovers och det följdes sedan upp med en 3–0-bortavinst mot Reading i EFL Cup. Martins första hemmamatch på Swansea.com Stadium slutade 0–0 mot Sheffield United.

### Southampton
Den 21 juni 2023 blev Martin anställd som ny huvudtränare i Southampton, där han skrev på ett treårskontrakt. Den 15 december 2024 blev Martin avskedad.